# Ralf-Peter Post

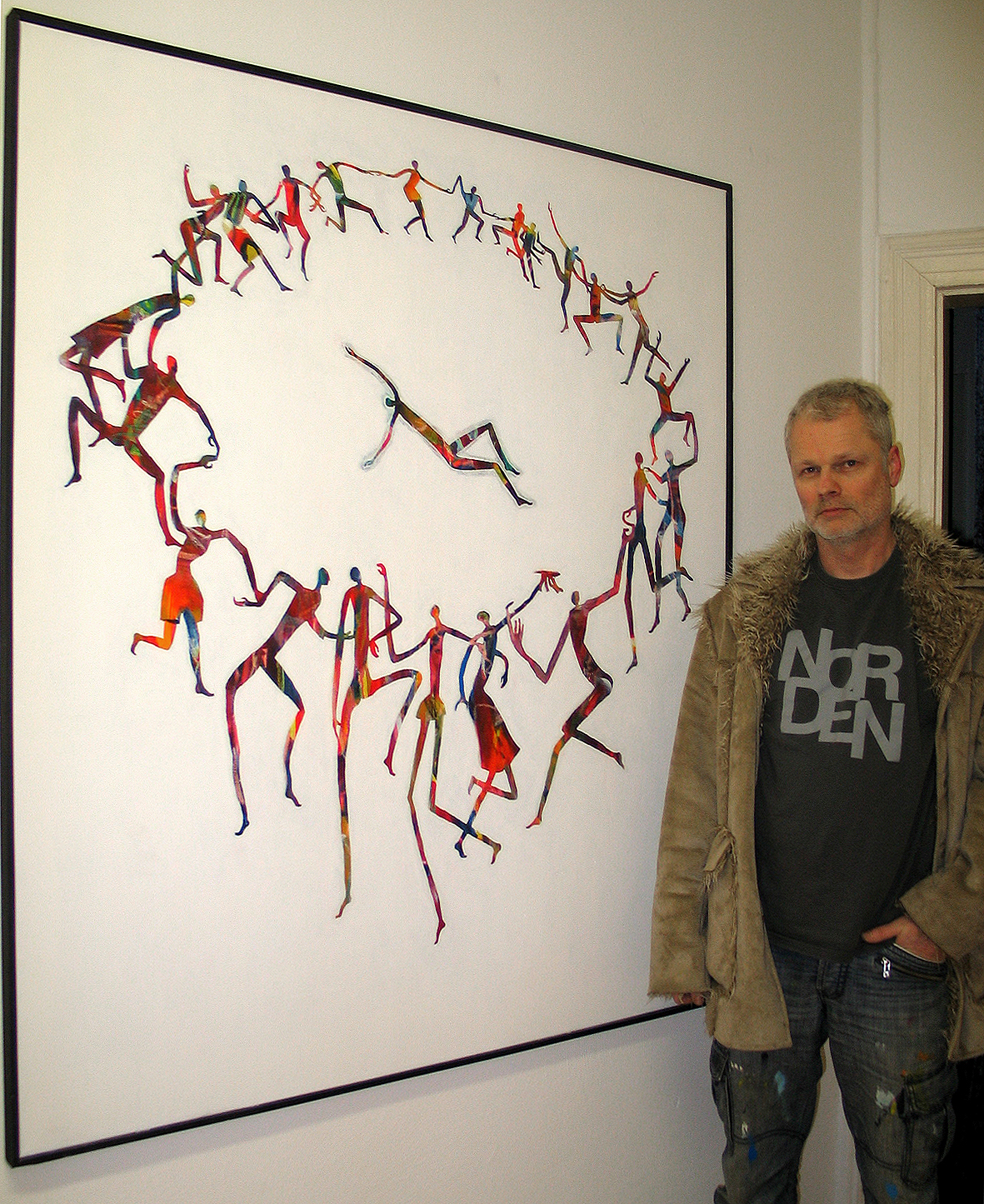
Ralf-Peter Post mit seinem Gemälde Le Sacre du Printemps in der Galerie Bei Koc (2013)

Ralf-Peter Post (* 7. März 1967 in Norden) ist ein deutscher Maler, Figuren- und Maskenbauer und Filmemacher.

## Leben und Werk
Im Januar 1987 zog Post als freier Maler von Ostfriesland nach Hannover. Von 1988 bis 2014 lebte und arbeitete er in einem ehemals besetzten Verwaltungsgebäude auf dem Sprengelgelände, dem Areal der früheren Schokoladenfabrik Sprengel in der Nordstadt.
Theater
1994 begann Post seine Arbeit als Maskenbauer beim Scharniertheater Hannover unter der Leitung des Gründers Hans-Ulrich Buchwald. 2001 inszenierte er sein Maskentheaterstück Tubenballett und Pinselpunk auf dem Kleinen Fest im Großen Garten, es folgten weitere Inszenierungen wie Das königliche Spiel und Die Drahtwalds. Von Buchwald übernahm Post die Geschäftsführung und die künstlerische Leitung des Scharniertheaters Hannover.
Posts Theaterstück Das verratene Selbst hatte 2007 Premiere im Kino im Sprengel in Hannover und 2008 im Jugendhaus seiner Geburtsstadt. Das Stück erzählt von einer misslungenen Identitätsbildung: „Es handelt von dem eigenen Schmerz, den man selbst nicht ertragen kann und den man anderen zufügen muß, damit man sich nicht mit sich selber auseinandersetzen muß.“
Dokumentarfilm
Für den Film Der Choreograph Stephan Thoss und Le Sacre du Printemps begleitete Post 2006 den Ballettdirektor Stephan Thoss mit der Kamera bei den Proben zu seiner letzten Inszenierung an der Staatsoper Hannover. Der Dokumentarfilm wurde 2007 erstmals im ZDF-Theaterkanal ausgestrahlt.
Aus der engen Zusammenarbeit mit Hans-Ulrich Buchwald im Scharniertheater entstand 2009 der Dokumentarfilm … was einen lebendig macht – der Künstler Hans-Ulrich Buchwald, der kurz nach dem Tod des Protagonisten im Kino im Sprengel uraufgeführt wurde. Mit dem Dokumentarfilm Sprengel – ein Stück Schlaraffenland zeichnete Post die bewegte Geschichte und Gegenwart des Wohnprojekts Sprengel nach. 2013 schuf er das Künstlerporträt Die Malerin Hildegard Peters über die 1923 geborene Kunsterzieherin und Malerin aus seiner Heimatstadt Norden.
2018 entstand die Dokumentation über den Totalkünstler Timm Ulrichs, der seit Anfang der 1960er Jahre die Kunstwelt provoziert. "Im Zentrum des Abends stand der Dokumentarfilm "Der Totalkünstler" über Timm Ulrichs, den der Filmemacher Ralf-Peter Post 2018 drehte. "Sie werden in dem Film sehr viel Alltägliches sehen", bereitete Timm Ulrichs das Publikum auf 87 Film-Minuten vor und wünschte den Besuchern  "amüsante und einsichtsvolle Momente": "Das ist kein Lebensportrait, sondern ein Ausschnitt aus dem Leben eines Künstlers – wie man sich plagt und möglicherweise auch Genüsse daraus zieht." Das war nicht zu viel versprochen: Die ruhige Erzählweise von Ralf-Peter Post über den immer noch sehr aktiven Künstler erwies sich als äußerst interessant und unterhaltsam." Lüdenscheider Nachrichten, 16. November 2021.
Malerei
Seine Arbeiten auf Leinwand und Papier präsentierte Post 2007 im Künstlerhaus Hannover und 2013 in der hannoverschen Galerie Bei Koc. Er ist Mitglied im Bundesverband Bildender Künstlerinnen und Künstler.

## Werke (Auswahl)

### Theaterstücke
- 2001: Tubenballett und Pinselpunk
- 2002: Die Zeitungsleser
- 2005: Das königliche Spiel (Neuinszenierung)
- 2005: Absolut Abstrakt
- 2006: Die Drahtwalds
- 2007: Das verratene Selbst

### Filme
- mit Rüdiger Post: Scheisse Real Madrid, Kurz-Spielfilm, D 2004, 3 Minuten, aufgeführt auf dem Kurzfilm-Festival Hamburg,[20] vertreten auf dem Fußball-Kurzfilmsampler „Short Kicks“[21]
- Der Choreograf Stephan Thoss und Le Sacre du Printemps, D 2006, 40 Minuten[22]
- ...was einen lebendig macht – der Künstler Hans-Ulrich Buchwald, D 2009, 73 Minuten
- Sprengel – ein Stück Schlaraffenland, D 2011, 90 Minuten
- Die Malerin Hildegard Peters, D 2013, 52 Minuten
- Der Totalkünstler, D 2018, 87 Minuten[23]